# Априлия
Апрѝлия (на италиански: Aprilia) е град и община в Централна Италия, провинция Латина, регион Лацио. Разположен е на 80 m надморска височина. Населението на града е 69 768 души (към юни 2009).